# Андреев, Ярослав Владимирович
Яросла́в Влади́мирович Андре́ев (род. 1 ноября 1983, Ленинград), также известный как Эльф-торговец, — российский продюсер, блогер и предприниматель. Основатель тиктокерского дома Dream Team House.

## Ранние годы
Ярослав Владимирович Андреев родился 1 ноября 1983 года в Ленинграде. После окончания школы поступил в Санкт-Петербургский государственный технологический институт по специальности инженер-кибернетик, но через некоторое время перевёлся на факультет информационных систем в коммерческом менеджменте в Санкт-Петербургский институт внешнеэкономических связей, экономики и права.

## Карьера
Во время обучения создал сайт elfmoney.ru, где продавал другим пользователям игровую валюту. Был спонсором студии «Кураж-Бамбей», которая занимается озвучкой. В 2012 году совместно с Русланом Усачевым при спонсорстве Aviasales спродюсировал YouTube-шоу о путешествиях «Пора валить».
В 2013 году сыграл эпизодическую роль клоуна в первом клипе группы Little Big на композицию Everyday I’m Drinking, а также принимал участие в развитии группы. С конца 2014 года вступил в должность директора по маркетингу во «ВКонтакте». К этому времени стал оказывать помощь блогерам с поиском работодателей через агентство «Абрикос Медиа», которое основал вместе с Никитой Смирновым и двумя блогерами — Максом Брандтом и Константином Павловым. Среди клиентов были: Настя Герц, Ян Гордиенко, Карина Каспарянц, Мария Маева и другие.
В 2015 году Ярослав Андреев стал директором по работе с партнерами «ВКонтакте», а в январе 2016-го объявил об уходе из компании.
Через некоторое время, совместно с продюсером Таймуразом Бадзиевым начал работу над запуском агентства по раскрутке телезвезд MEM Agency. Однако спустя некоторое время покинул его.
В конце 2016 года открыл агентство WildJam  совместно с Rozenberg Foundation. Первыми клиентами стали Дима Масленников и Николай Соболев, а первыми рекламодателями — бренды Danone, Coca-Cola и другие. Через некоторое время добавились Гусейн Гасанов, Карина Кросс и др.
В 2020 году Ярослав Андреев начал сотрудничать с TikTok-блогерами Даней Милохиным и Никитой Левинским, а весной запустил свой TikTok-дом Dream Team House по примеру американского дома тиктокеров Hype House. В этом же году агентство Ярослава Андреева стало выполнять функции музыкального лейбла. Весной Милохин выпустил песню и клип «Я дома», которое набрало 21 млн просмотров в YouTube. Позже были записаны клипы со звёздами — «Хавчик» с Тимати и Джиганом (25 млн просмотров) и «Дико тусим» с Николаем Басковым (36 млн просмотров).
В январе 2021 года ряд блогеров, с которыми сотрудничает агентство WildJam, выпустили похожие друг на друга ролики с критикой Алексея Навального. Когда история получила общественный резонанс, Ярослав Андреев заявил, что WildJam не имеет отношения к этим постам и сообщил, что агентство прекращает работу с этими блогерами.
В сентябре 2021 года Андреев получил премию «Продюсер года» на церемонии «GQ Мужчины года».